# Уравнение Майораны
Уравнение Майораны — релятивистское четырехкомпонентное спинорное волновое уравнение. Названо в честь итальянского физика Э. Майораны.

## Определение
Уравнение Майораны в рациональной системе единиц записывается как:
{\displaystyle -i{\partial \!\!\!{\big /}}\psi +m\psi _{c}=0\qquad \qquad (1)}
где дифференциальный оператор {\displaystyle {\partial \!\!\!{\big /}}} записан в сокращенной записи, включающей матрицы Дирака и суммирование по спинорным компонентам. 
В этом уравнении, {\textstyle \psi _{c}} зарядово сопряженная величина к {\textstyle \psi }, 
которая может быть определена в базисе Майораны как
{\displaystyle \psi _{c}:=i\psi ^{*}.\ }
При помощи этого определения уравнение Майораны может быть записано как:
{\displaystyle i{\partial \!\!\!{\big /}}\psi _{c}+m\psi =0\qquad \qquad (2)}.
В обоих случаях, величина {\textstyle m} называется масса Майораны.

## Свойства

### Сходство с уравнением Дирака
Уравнение Майораны подобно уравнению Дирака является четырехкомпонентным спинорным, содержит матрицы Дирака и массовый член, но, в отличие от него, включает зарядово сопряженную величину {\textstyle \psi _{c}} спинорной величины {\textstyle \psi }. В отличие от уравнения Майораны, уравнение Вейля является двухкомпонентным спинорным без масс.

### Сохранение заряда
Употребление обоих величин {\textstyle \psi } и {\textstyle \psi _{c}} в уравнении Майораны означает, что поле, описываемое величиной {\textstyle \psi } не может быть связано с заряженным электромагнитным полем без нарушения сохранения заряда, поскольку частицы имеют противоположный заряд по отношению к своим собственным античастицам. Чтобы удовлетворить этому ограничению, поле {\textstyle \psi } должно быть нейтральным.

## Кванты поля
Кванты поля, описываемого уравнением Майораны, допускают два класса частиц: нейтральную частицу и ее нейтральную античастицу. Часто применяемое дополнительное условие {\textstyle \Psi =\Psi _{c}} приводит к одной нейтральной частице, в этом случае {\textstyle \psi } известен как "Майорановский спинор". Для спинора Майораны уравнение Майораны эквивалентно уравнению Дирака.

### Майорановский фермион
Частицы, соответствующие спинорам Майораны, известны как майорановские фермионы, из-за указанного выше ограничения самосопряжённости. Все фермионы, входящие в Стандартную модель не могут быть майорановскими фермионами (поскольку они имеют ненулевой электрический заряд, они не могут быть тождественны своим античастицам) за исключением нейтрино (которое нейтрально).
Теоретически нейтрино является возможным исключением из этой схемы. Если это так, то возможны безнейтринный двойной бета-распад, а также нарушение закона сохранения лептонного числа при распадах мезонов и заряженных лептонов. В настоящее время готовится ряд экспериментов, исследующих, является ли нейтрино майорановским фермионом.